# 九龍群山

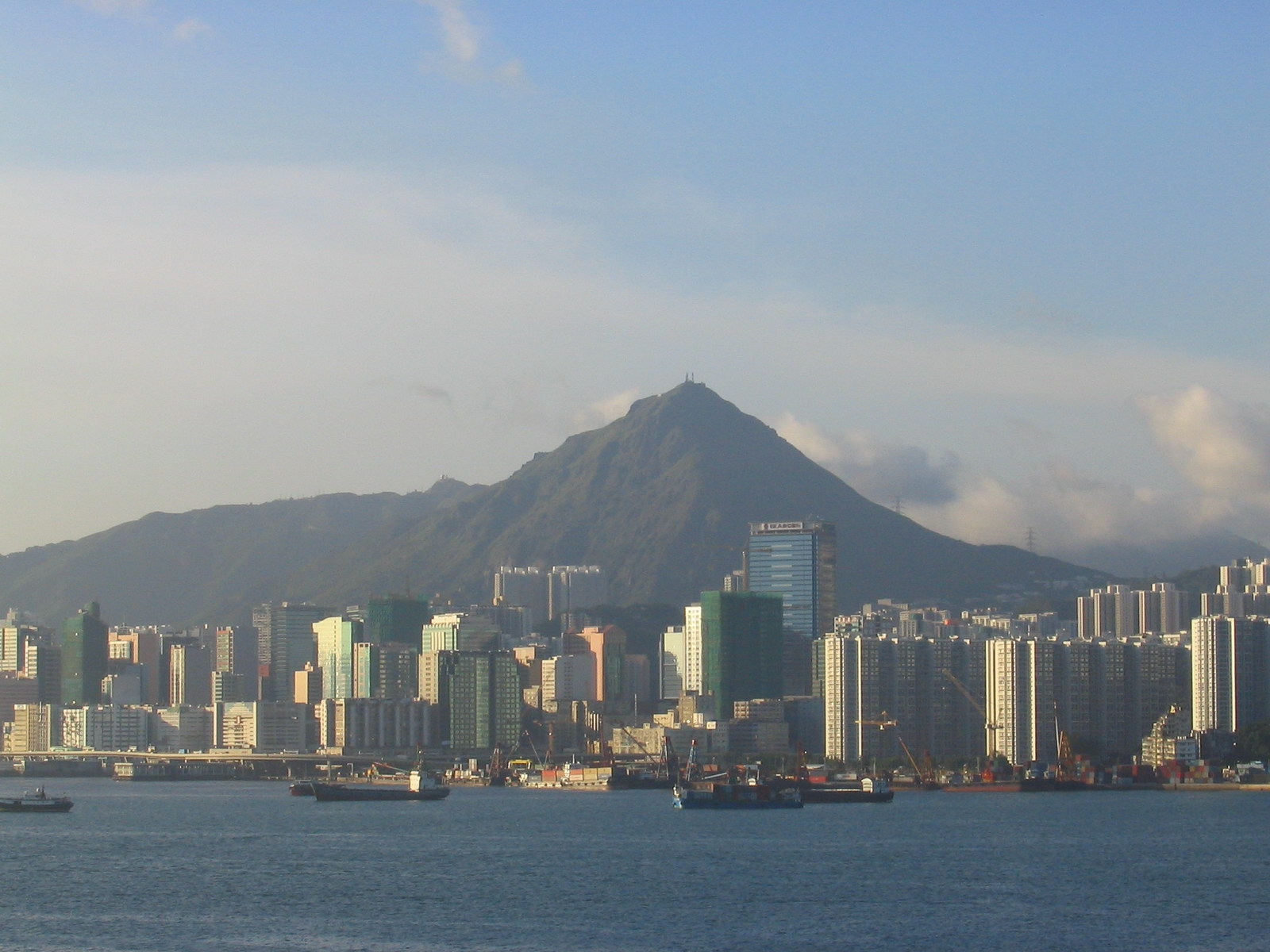
飛鵝山為九龍群山中最高的一座

九龍群山或稱九龍群峰，古稱官富山，泛指香港九龍半島以北，由多座山組成的山嶺及高地。這處的山嶺成為了維多利亞港以北的天然屏障，亦為九龍和新界的天然分界。

## 歷史

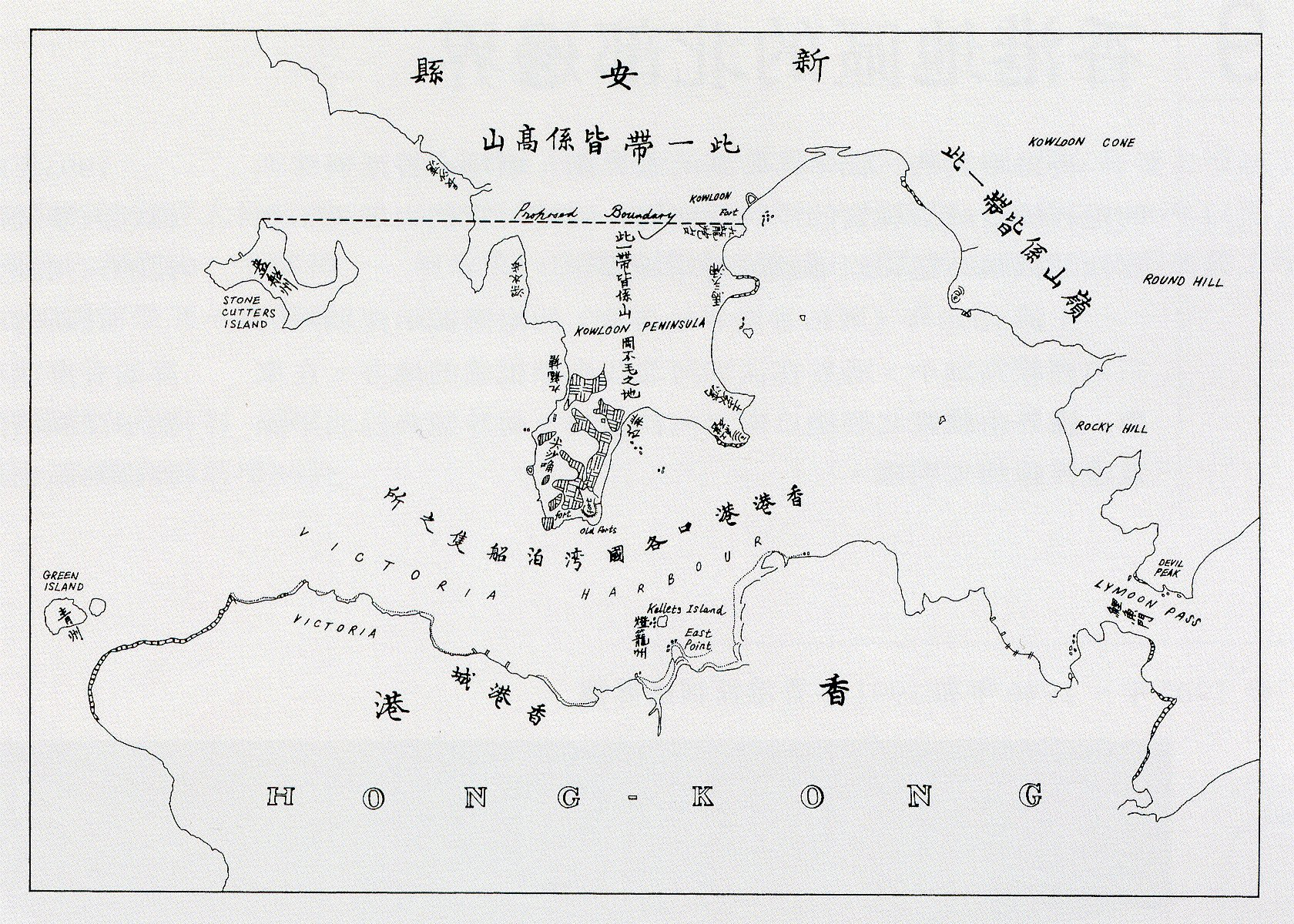
1860年中英《北京條約》附圖中描述的「此一帶皆係山嶺」就是指九龍群山

九龍群山古稱「官富山」，名稱源自宋朝時期九龍沿海開設的官富場（即是昔日九龍灣一帶的鹽場）。
根據明末清初時期屈大均的《廣東新語》提及，官富山西境為急水門（今汲水門），東境為佛堂門，前有大奚山（今大嶼山），因此當時官富山的範圍也包括新界大陸西南部的山峰。不過現今九龍群山普遍指是由長沙灣以北一路延伸至鯉魚門的山峰，作新九龍和新界之間的分野。
1930年代，由於新界及九龍之間連綿的丘陵地帶被認爲是防衛九龍的天然屏障，可減緩敵軍經新界入侵九龍的攻勢，因此駐港英軍在九龍群山建造由葵涌醉酒灣至西貢牛尾海，全長約18公里的醉酒灣防線。至今九龍群山上仍然留有機槍堡、偵察堡及戰壕等戰時遺跡。

## 群山山脊線

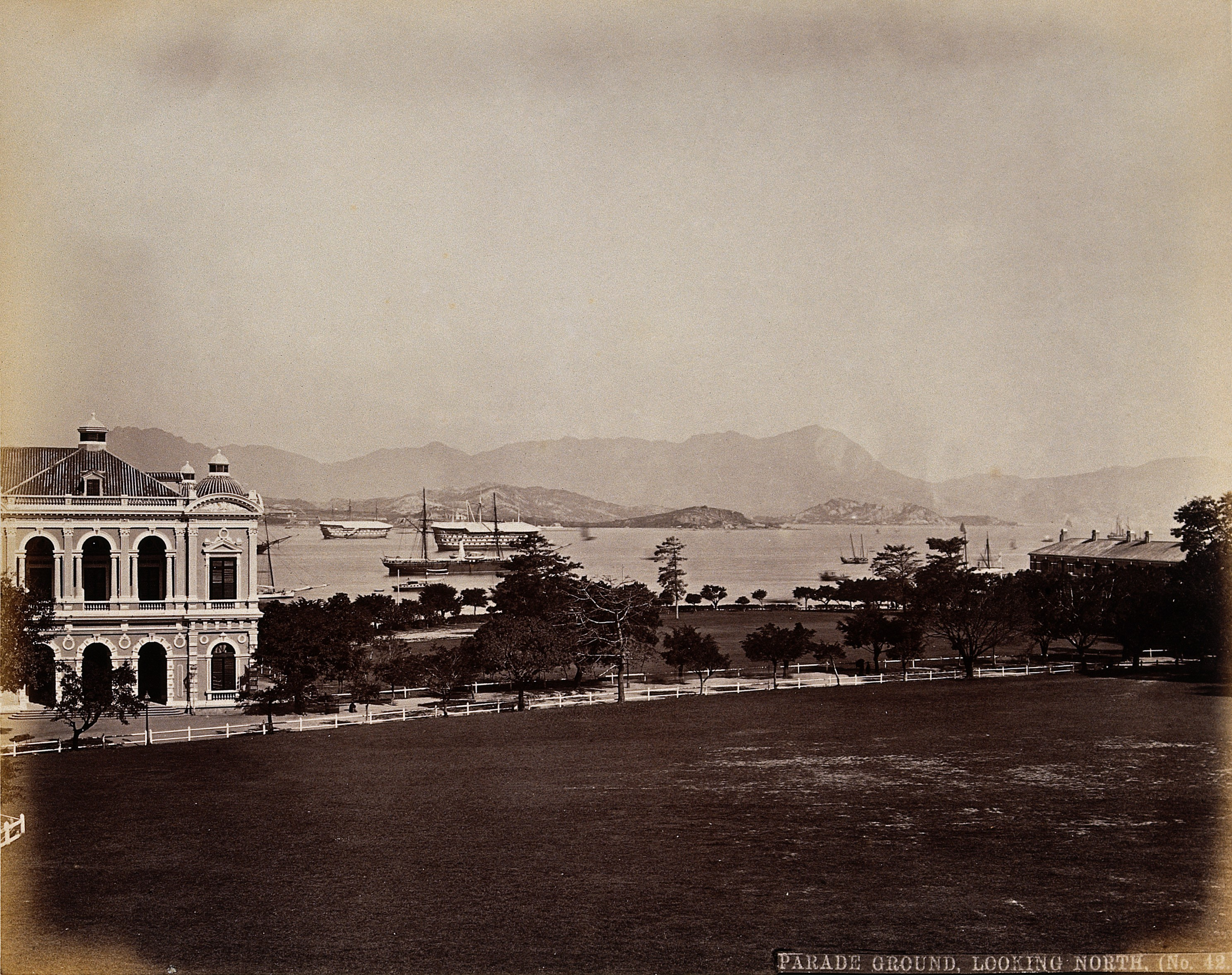
19世紀中後期由港島望九龍群山

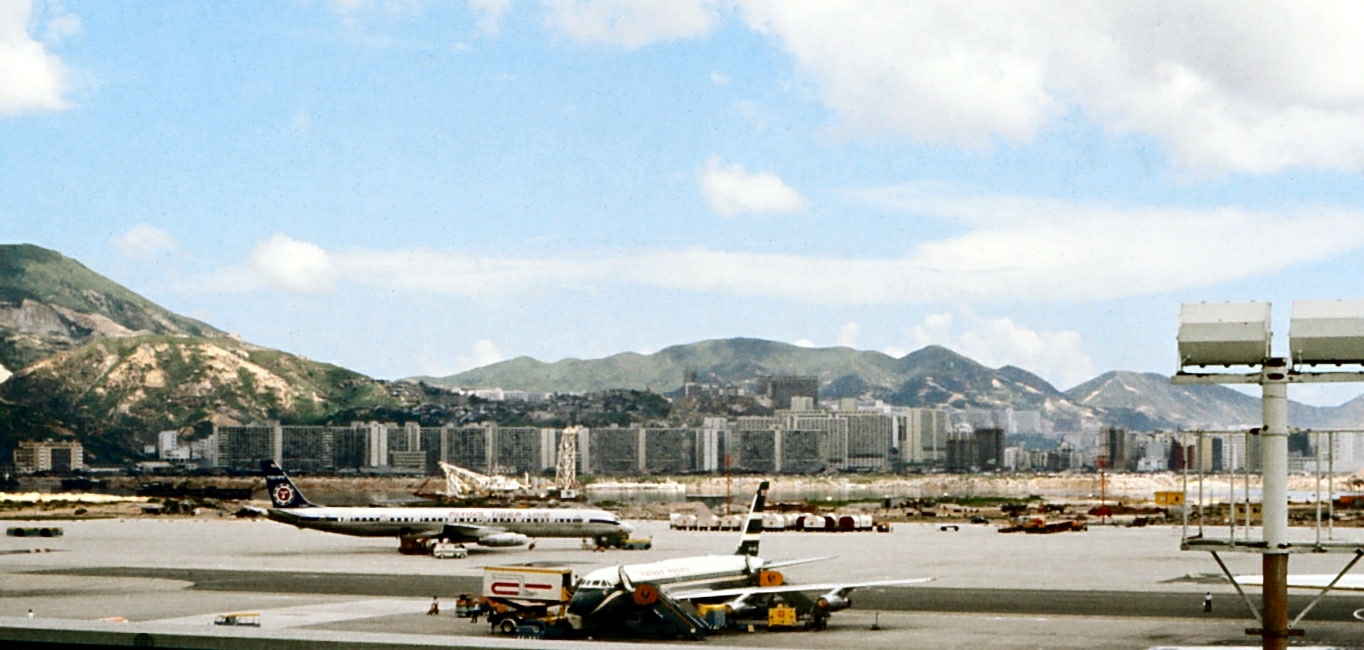
舊啟德機場的九龍東山脊線 (1971年)

## 地理

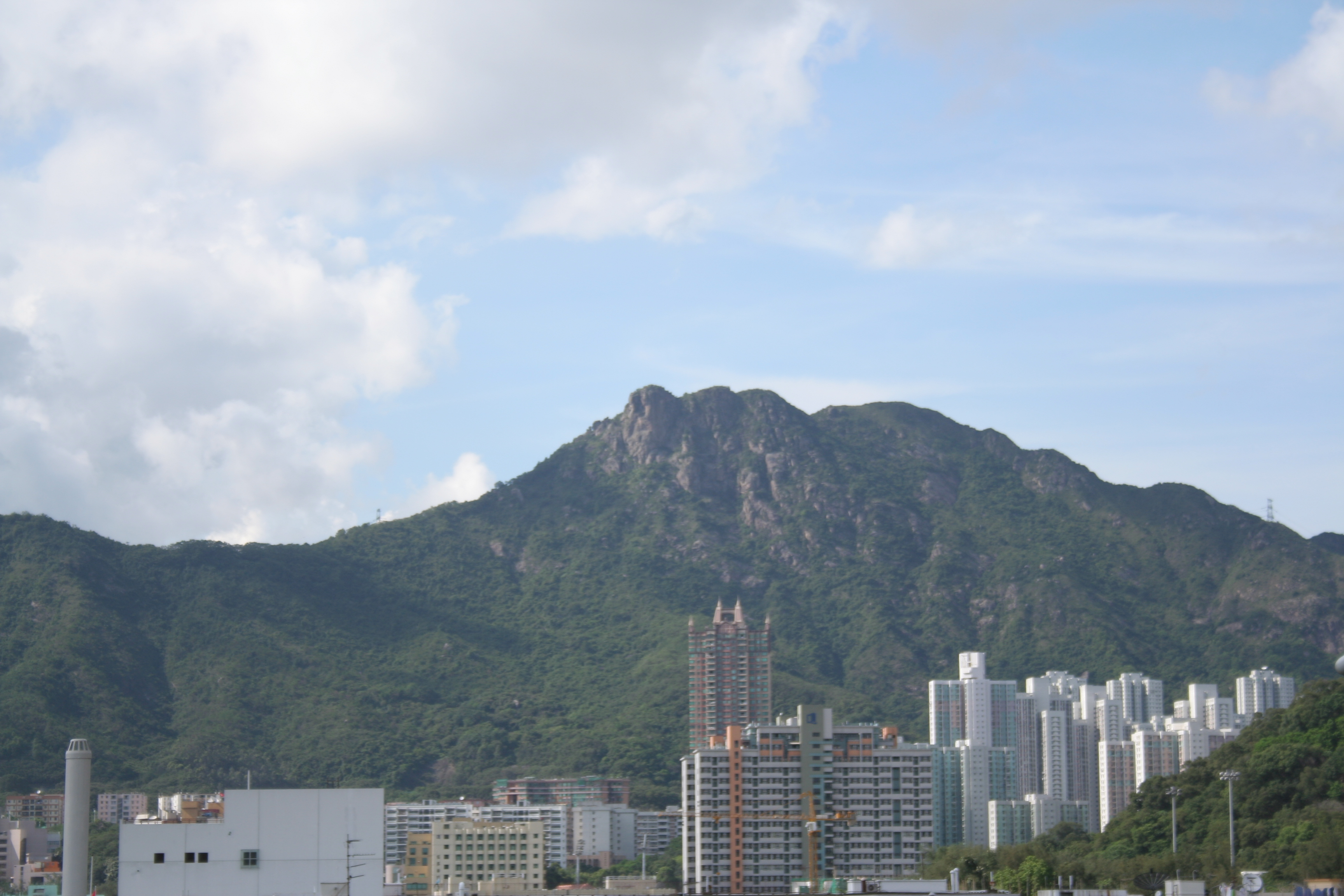
九龍群山中較為人熟悉的獅子山，是香港大眾文化和集體回憶的重要標誌

現時所指的九龍群山，一般包括西起琵琶山、尖山、鴉巢山、筆架山、獅子山、雞胸山、慈雲山、觀音山、大老山、鑽石山、斧山、象山、東山、飛鵝山、大上托（過背山）、五桂山、照鏡環山、魔鬼山等。

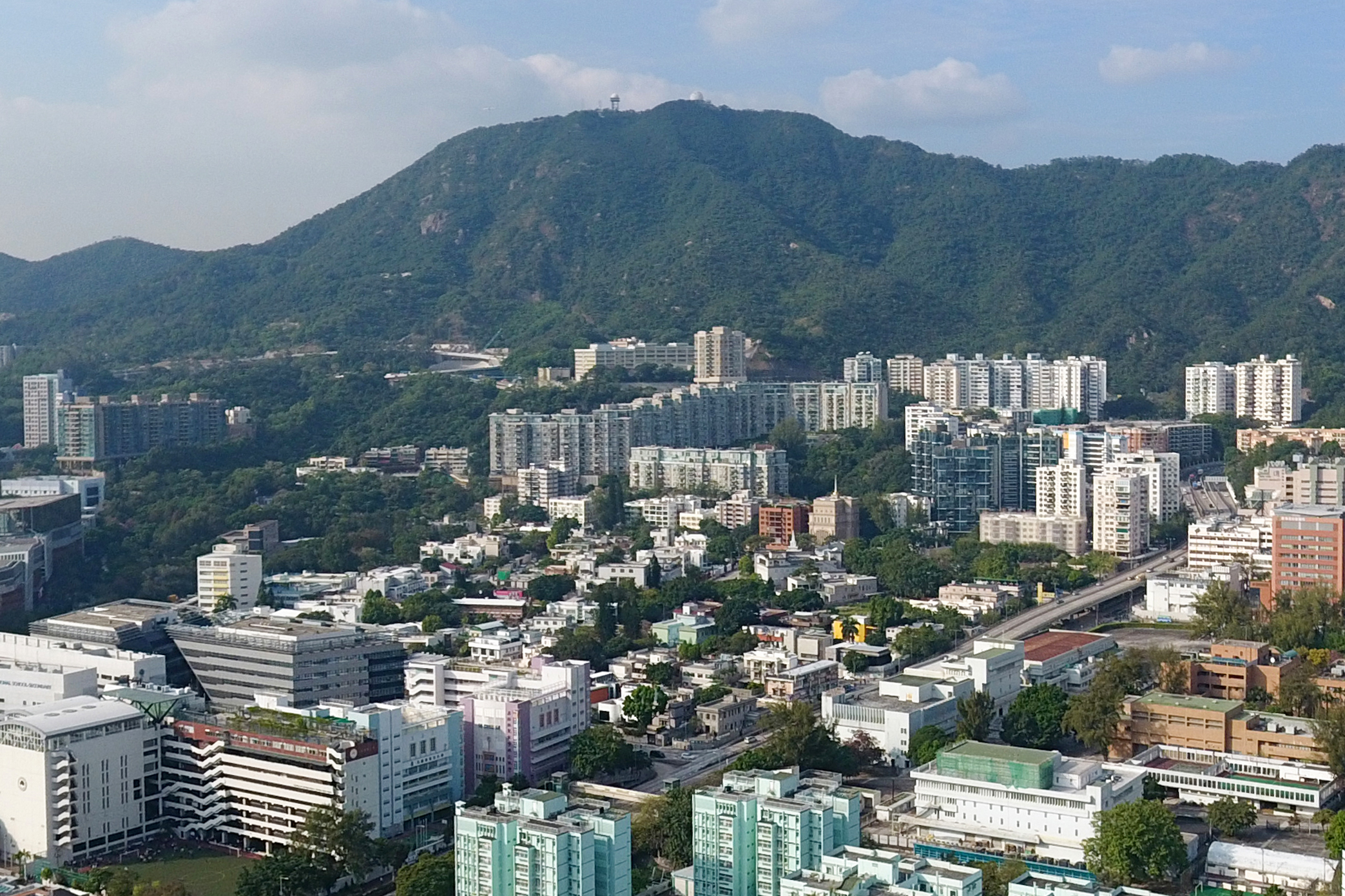
筆架山
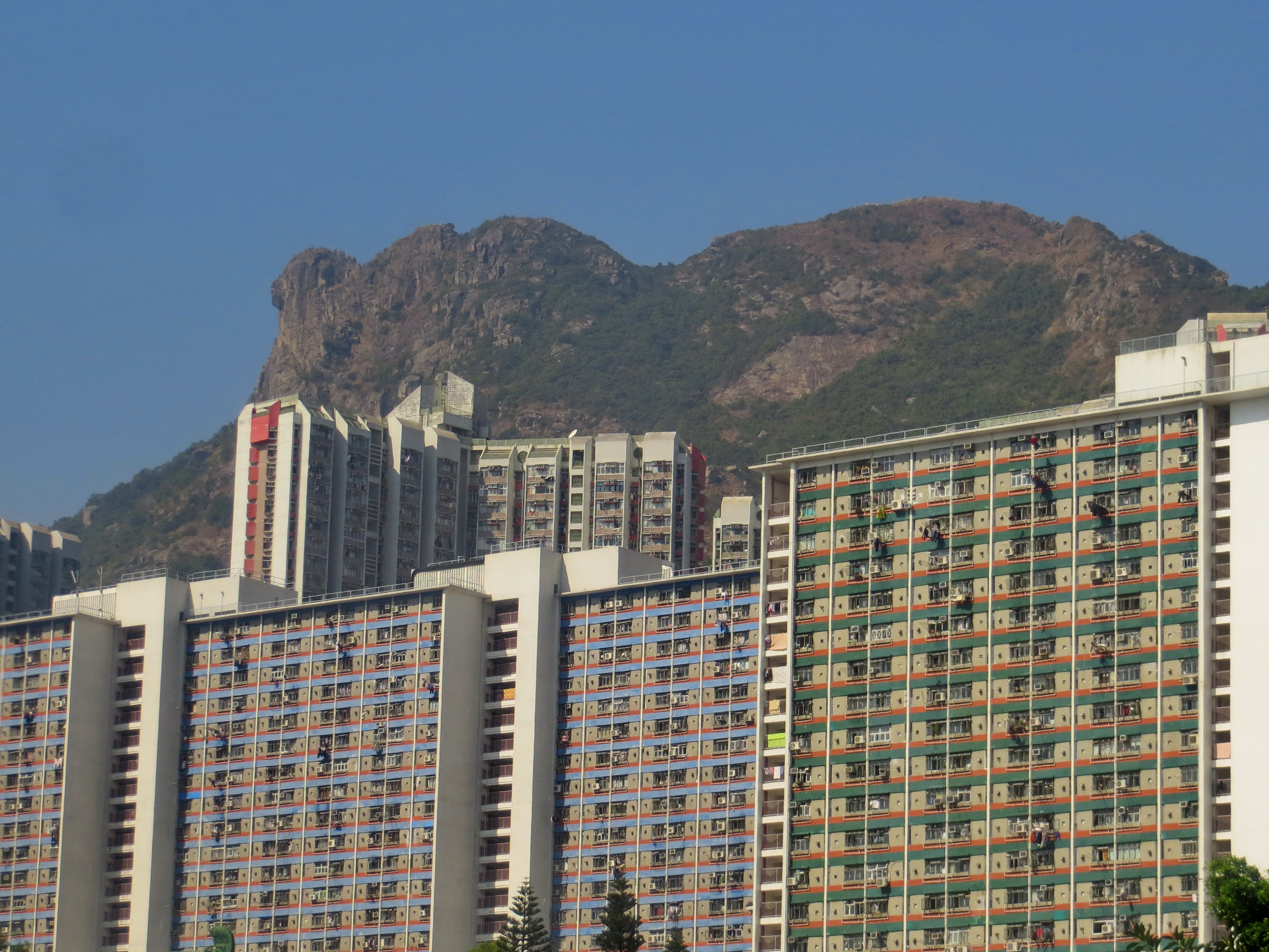
獅子山
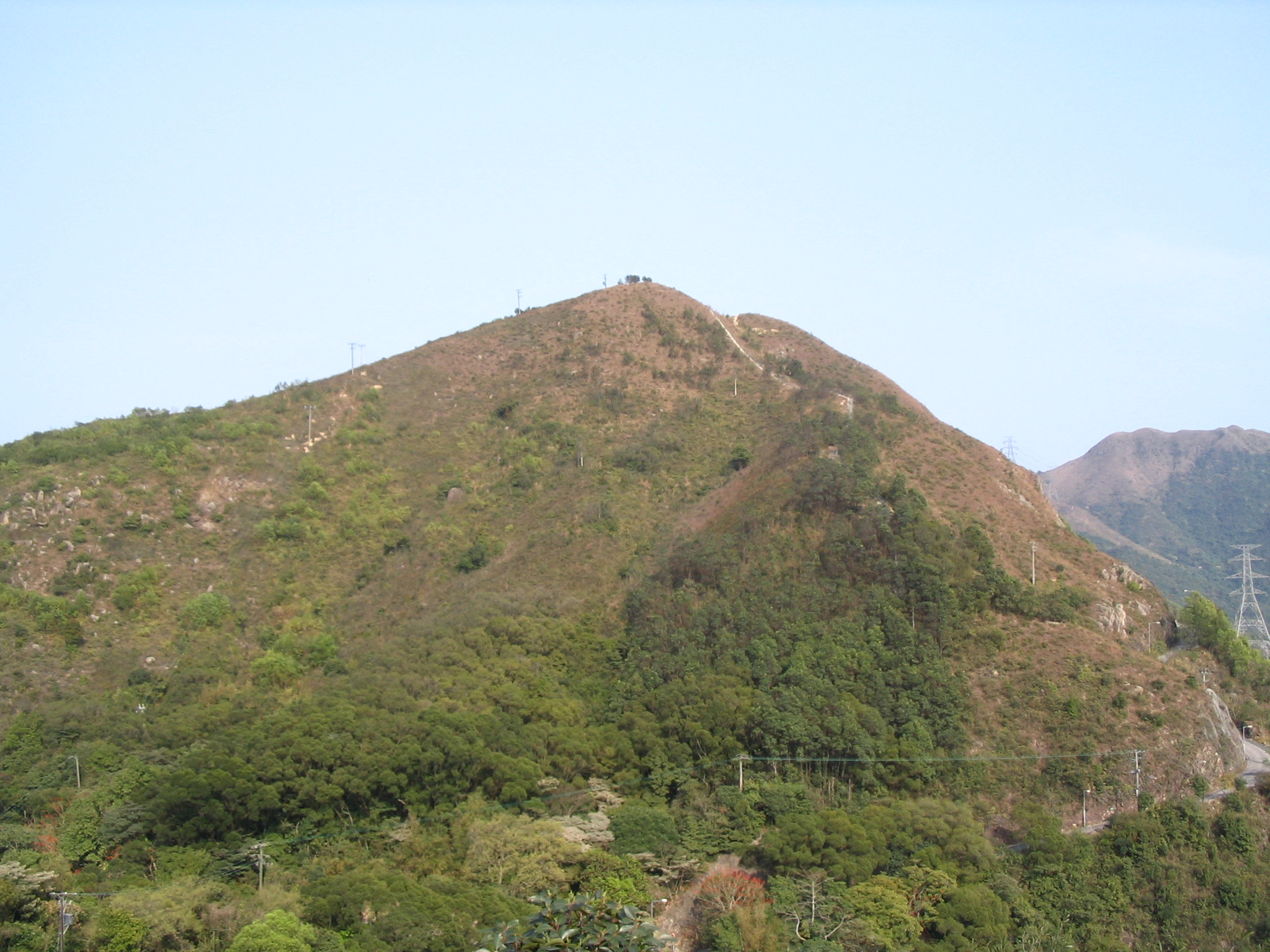
慈雲山
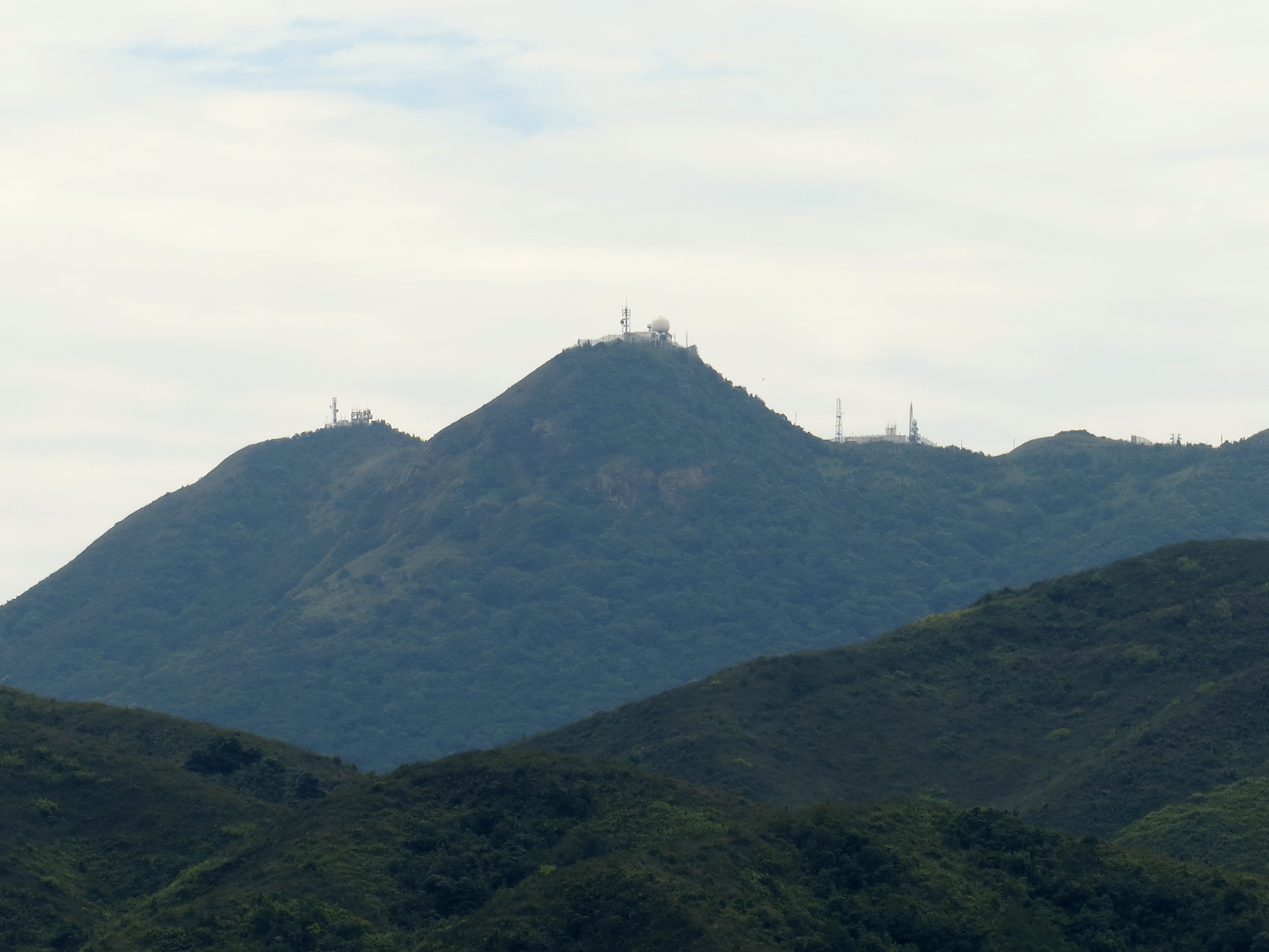
大老山
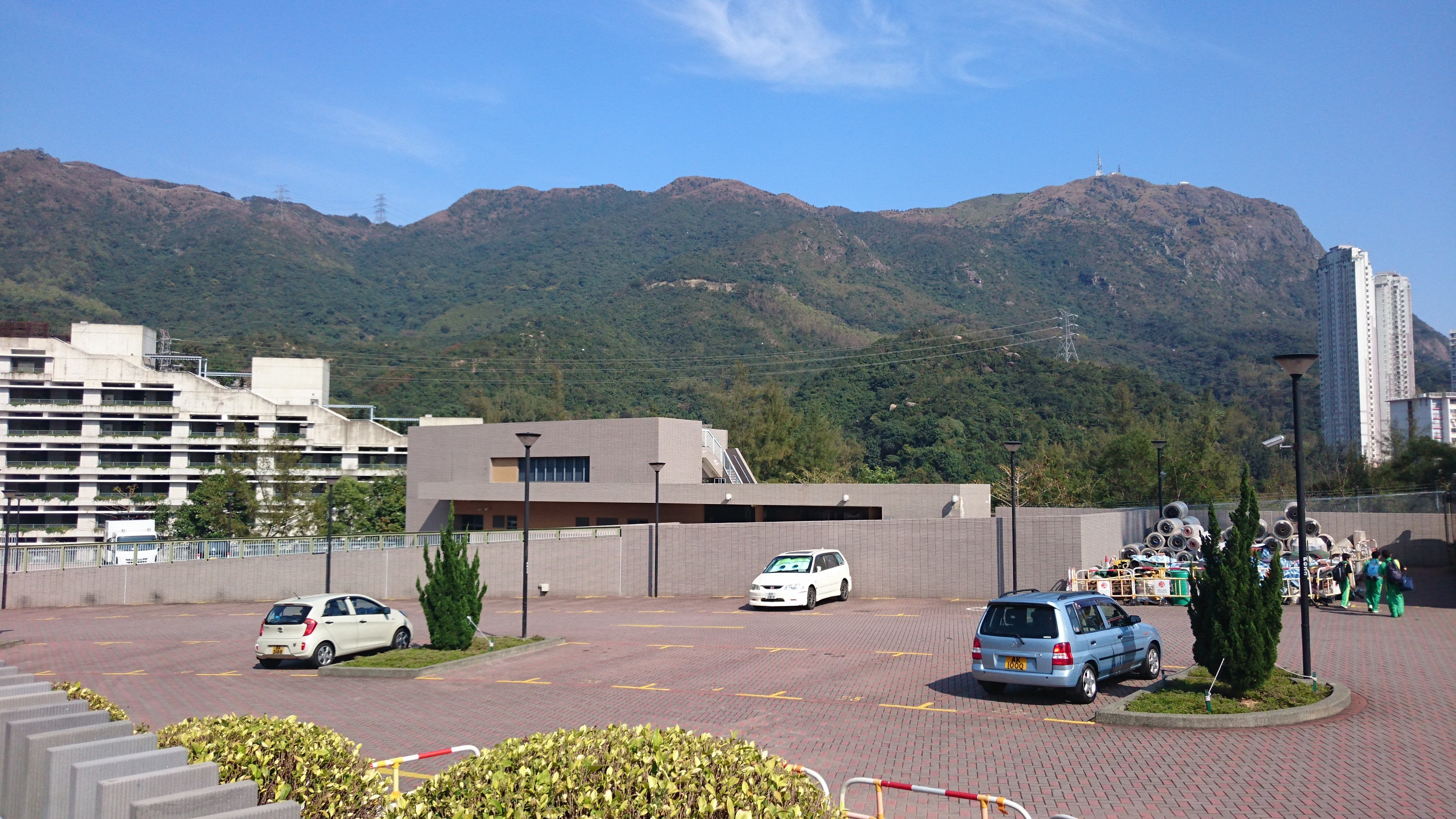
鑽石山
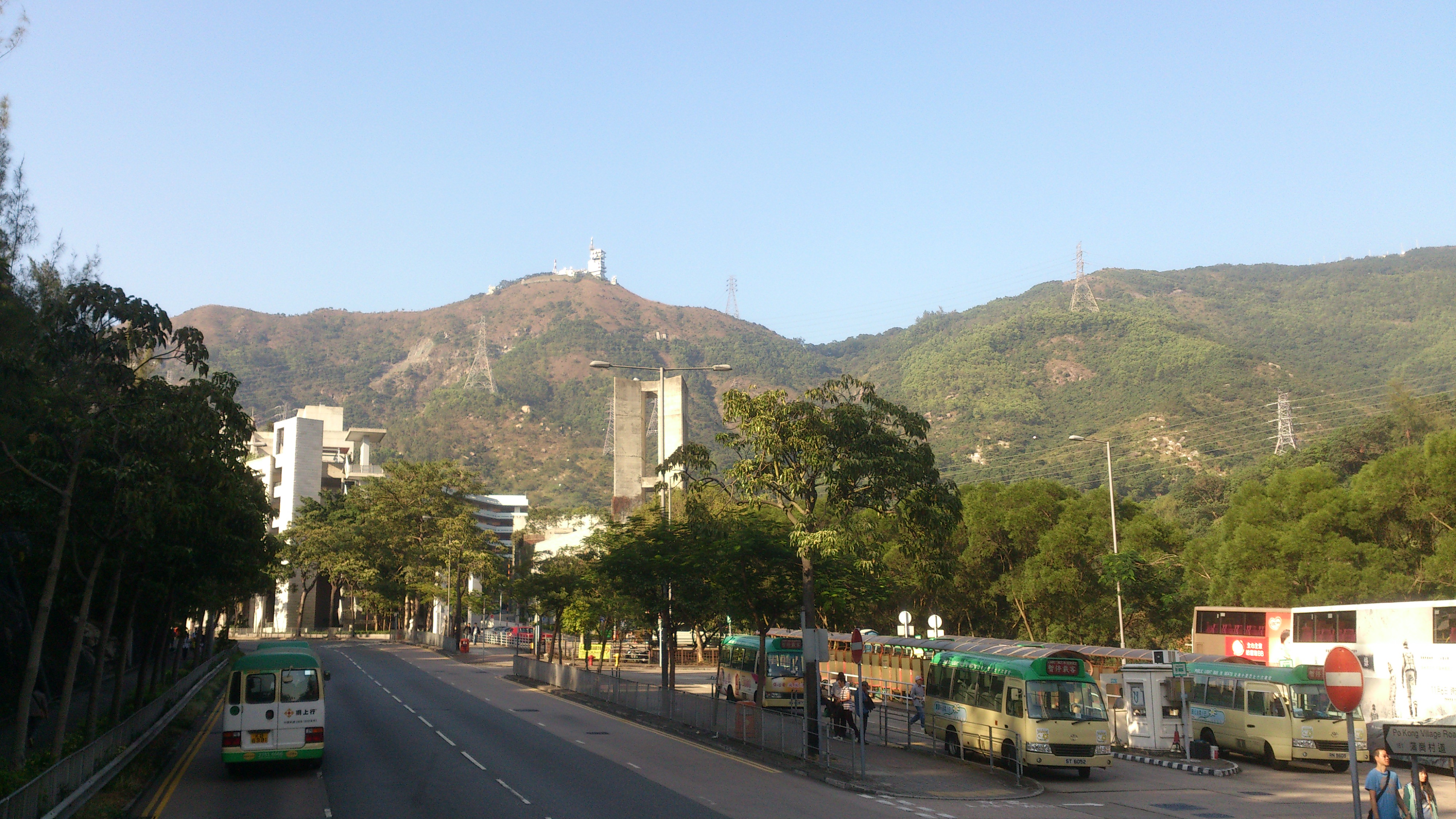
斧山
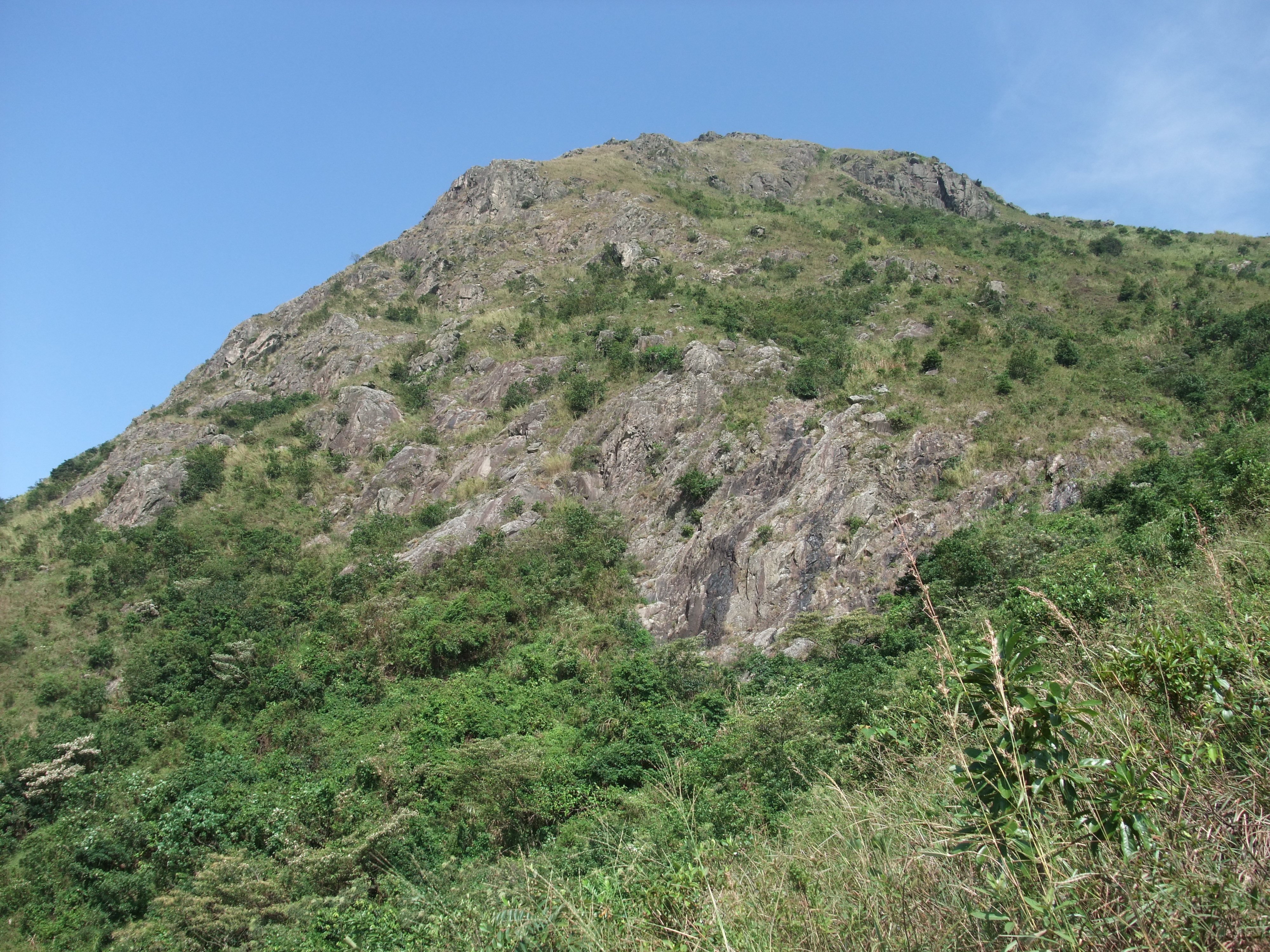
飛鵝山
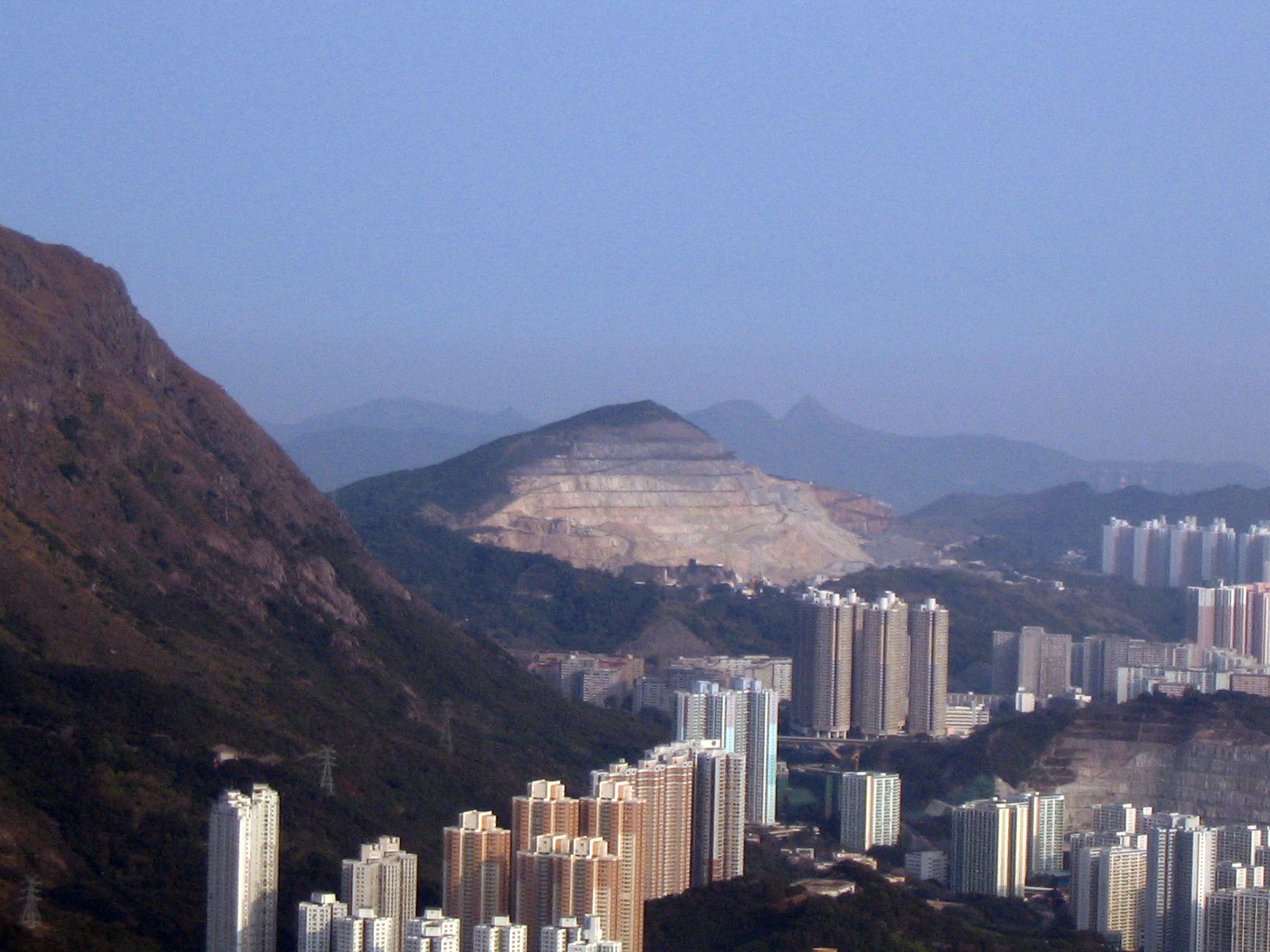
大上托
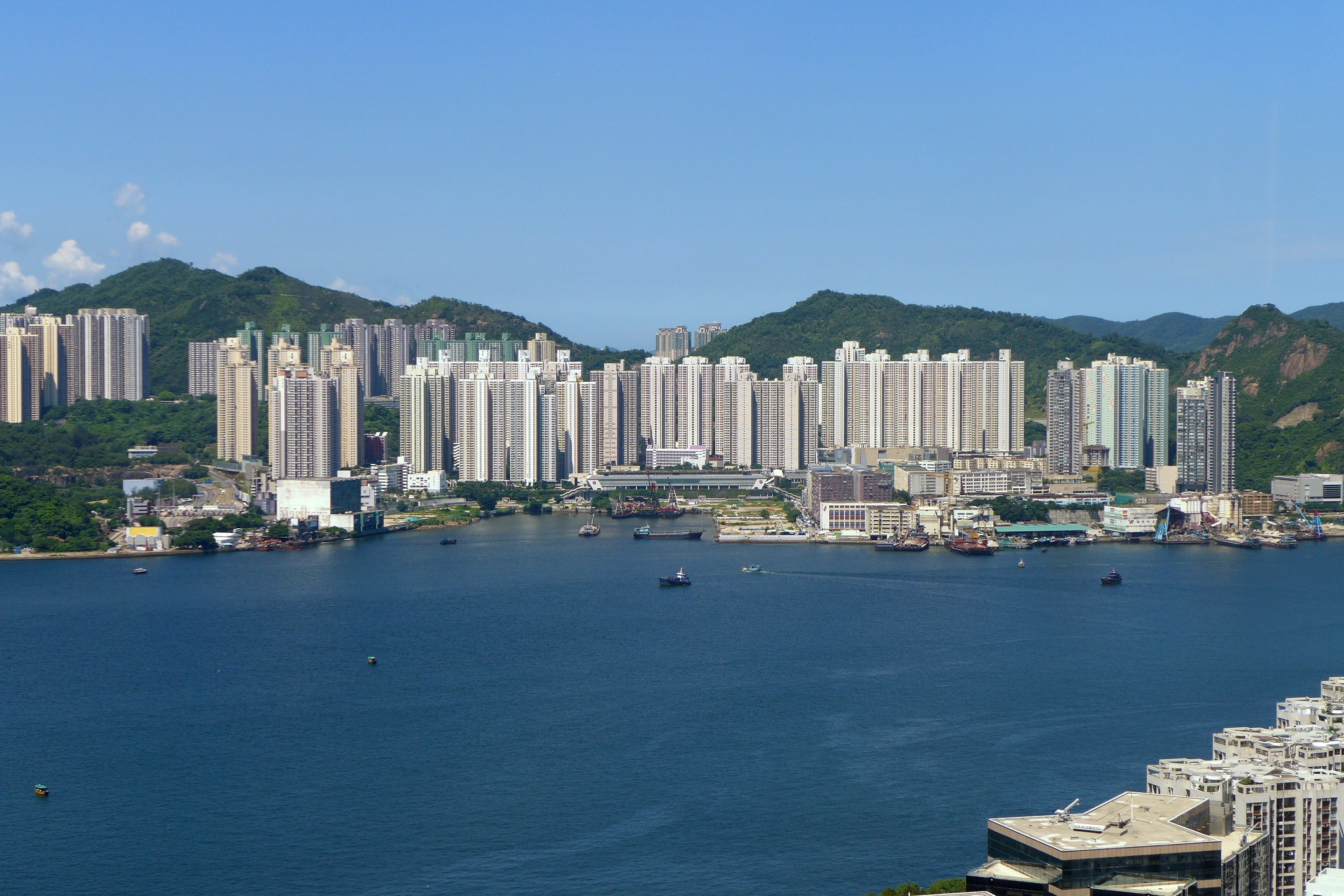
照鏡環山
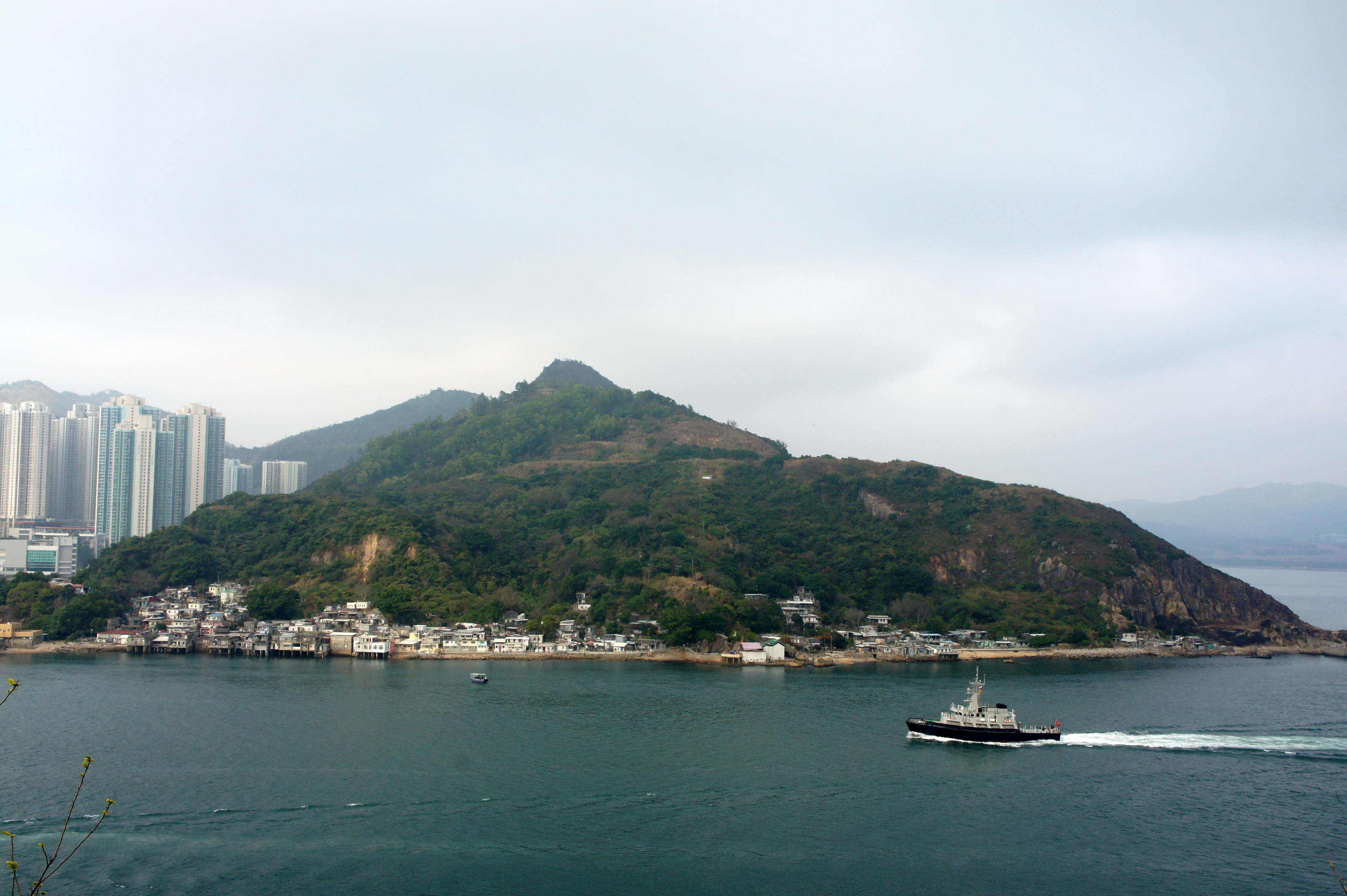
魔鬼山